# The Obsidian Conspiracy
The Obsidian Conspiracy é o sétimo e último álbum a banda Nevermore, lançado em 2010 pela Century Media Records.

## Faixas
Todas as letras foram escritas por Warrel Dane, todas as músicas foram compostas por Jeff Loomis.
| N.º | Título                                | Duração |  |
| 1.  | "The Termination Proclamation"        | 3:12    |  |
| 2.  | "Your Poison Throne"                  | 3:54    |  |
| 3.  | "Moonrise (Through Mirrors of Death)" | 4:03    |  |
| 4.  | "And the Maiden Spoke"                | 5:00    |  |
| 5.  | "Emptiness Unobstructed"              | 4:39    |  |
| 6.  | "The Blue Marble and the New Soul"    | 4:41    |  |
| 7.  | "Without Morals"                      | 4:19    |  |
| 8.  | "The Day You Built the Wall"          | 4:23    |  |
| 9.  | "She Comes in Colors"                 | 5:34    |  |
| 10. | "The Obsidian Conspiracy"             | 5:16    |  |

| N.º | Título                                | Duração |  |
| 11. | "Temptation" (Cover do The Tea Party) | 3:26    |  |
| 12. | "Crystal Ship" (Cover do The Doors)   | 2:49    |  |
| 13. | "The Purist's Drug"                   | 4:45    |  |

## Banda
- Warrel Dane - Vocais
- Jeff Loomis - Guitarra
- Jim Sheppard - Baixo
- Van Williams - Bateria

## Desempenho nas paradas
| Parada musical (2010)  | Posição |
| ---------------------- | ------- |
| Austrian Albums Chart  | 34      |
| Belgian Albums Chart   | 87      |
| Dutch Albums Chart     | 69      |
| Finnish Albums Chart   | 35      |
| French Albums Chart    | 108     |
| German Albums Chart    | 13      |
| Greek Albums Chart     | 3       |
| Hungarian Albums Chart | 27      |
| Swedish Albums Chart   | 41      |
| Swiss Albums Chart     | 40      |
| US Billboard 200       | 132     |
| US Rock Albums         | 41      |
| US Independent Albums  | 18      |
| US Hard Rock Albums    | 13      |
| US Tastemakers         | 19      |